# 7e division mécanisée (Union soviétique)
Pour les articles homonymes, voir 7e division.
« 7e corps mécanisé (2e formation) » redirige ici. Pour le 7e corps mécanisé de 1941, voir 7e corps mécanisé.
La 7e division mécanisée est une unité d'infanterie mécanisée soviétique de la Guerre froide.
Elle est créée pendant la Seconde Guerre mondiale sous le nom de 7e corps mécanisé de l'Armée rouge, en août 1943. Le corps combat dans l'offensive Dniepr-Carpates, l'offensive Ouman-Botoșani, la deuxième offensive Jassy-Kichinev, la bataille de Debrecen, l'offensive de Budapest, l'offensive Bratislava–Brno, l'offensive de Prague et l'offensive de Mandchourie. Devenue une division mécanisée après 1945, la division est dissoute en 1957.

## Histoire
Le 7e corps mécanisé est formé entre le 1er août et le 30 septembre 1943 près de Solnetchnogorsk dans le district militaire de Moscou. Le corps est dirigé par le général de division Ivan Dubovoï (en). Le corps comprend les 16e, 63e et 64e brigades mécanisées et la 41e brigade de chars de la Garde. Les unités de canons automoteurs du corps sont équipées du SU-76i. Le corps reçoit son drapeau de bataille le 15 septembre. Le 1er octobre, le corps fait partie du front de la steppe (plus tard le 2e front ukrainien). Le 4 octobre, le corps embarque dans des trains et arrive dix jours plus tard à Kharkov. Le corps traverse le Dniepr et lance le 16 octobre une attaque dans la région de Piatykhatky, qu'il a contribué à capturer le 19 octobre. Le 6 novembre, Dubovoy est blessé et remplacé par le général de division Fedor Katkov (ru). À partir du 24 décembre, le corps combat dans l'offensive Dniepr-Carpates et l'offensive de Kirovograd (en). Le corps fait partie du groupe de choc du nord lors de l'attaque de Kirovograd avec la 5e armée de la Garde. Le 5 janvier, le 7e corps mécanisé et la 5e armée de la Garde percent les défenses allemandes au nord de la ville. Rejoint par le 8e corps mécanisé, le groupe de choc nord encercle Kirovograd, faisant la jonction avec la 5e armée de chars de la Garde. Le corps aide à capturer Kirovograd le 8 janvier, pour lequel il est félicité par la Stavka pour ses actions. Le 15 janvier, le corps reçoit l'ordre du Drapeau rouge.
En mars et avril 1944, le corps combat dans l'offensive Ouman-Botoșani. Le 17 mars, il contribue à la capture de Novooukraïnka. Le 18 mars, le corps reçoit le titre honorifique de « NovooukraÏnka » pour avoir aidé à capturer Novoukrainka et Pomitchna. Le corps combat lors de la capture de la partie nord de l'oblast d'Odessa et a avancé jusqu'au Dniestr. Le corps est engagé lors de la prise de Pevomaïske le 22 mars , pour laquelle il reçoit les félicitations de la Stavka.
En août, le corps combat lors de l'offensive Jassy-Kichinev. Le corps soutient l'attaque principale du 3e front ukrainien sur la rive ouest du Dniestr. Pendant l'offensive, il franchit le Prout. Le 22 août, la Stavka le remercie d'avoir percé les défenses fortement fortifiées au sud de Bender et capturé Căușeni, Cimișlia et Tarutyne. Début septembre, le corps combat lors de la capture de la Roumanie et de la Bulgarie. Le 9 septembre, le corps reçut l'ordre de Souvorov, 2e classe, pour avoir percé les défenses au sud de Bender et aidé à capturer Chișinău. Le même jour, le corps est remercié par la Stavka pour avoir occupé Choumen. Du 6 au 28 octobre, le corps combat à la bataille de Debrecen. Le corps devient partie intégrante du 2e front ukrainien pour l'opération. Le 12 octobre, il s'empare d'Oradea, pour laquelle elle reçoit les remerciements de la Stavka. Le 20 octobre, elle contribue à la capture de Debrecen , pour laquelle elle reçoit les remerciements de la Stavka.

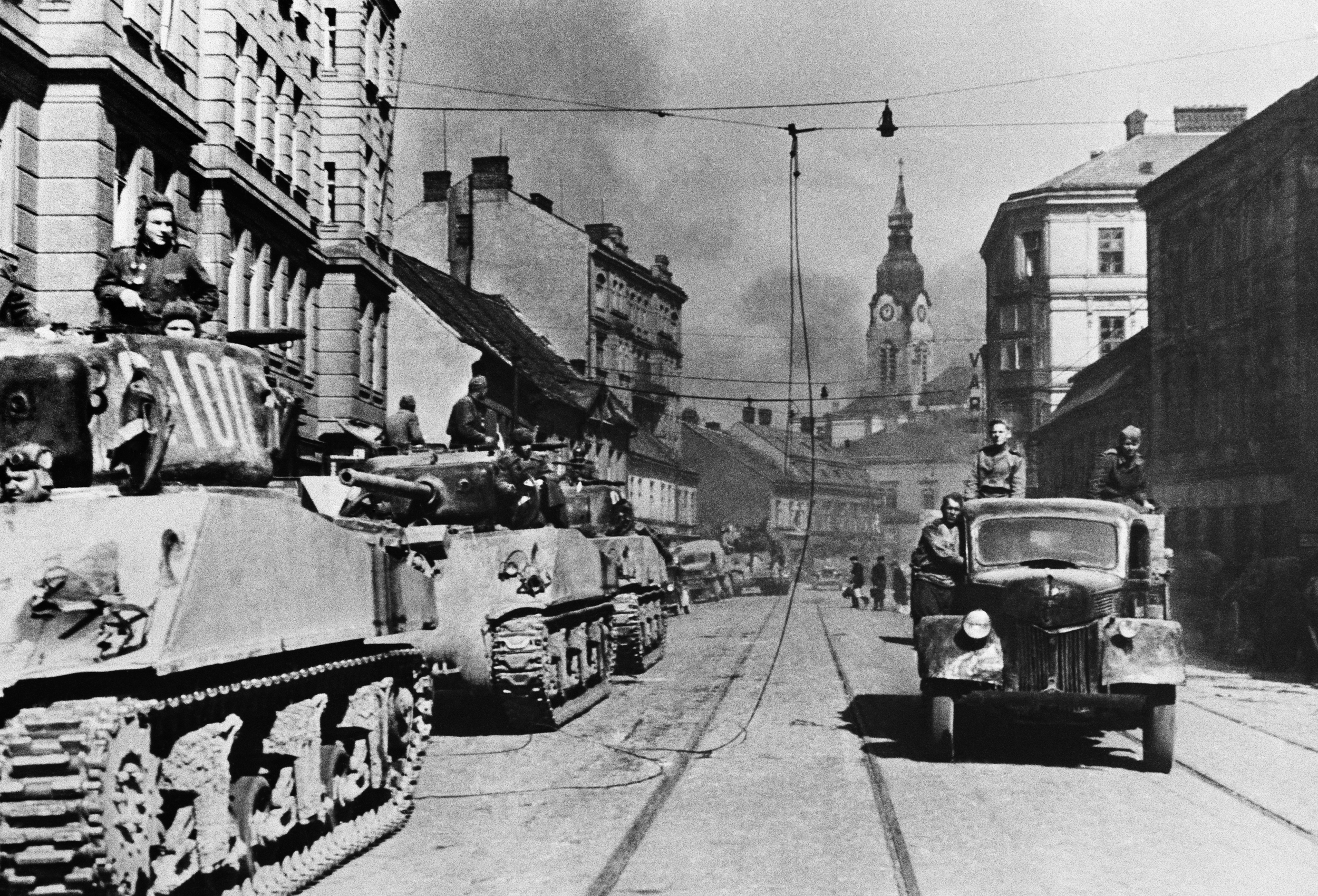
Chars soviétiques dans Brno.

À partir du 29 octobre, le corps participe à l'offensive de Budapest. Le corps attaque Székesfehérvár le 22 décembre aux côtés des 20e et 31e corps de fusiliers de la garde. À l'époque, le corps compte 107 chars et canons d'assaut. Le 23 décembre, il aide à capturer Székesfehérvár. En janvier, le corps reçoit des chars T-34/85 du 1er corps mécanisé de la Garde. La tentative allemande de dégagement de Budapest fin janvier, l'opération Konrad III, surprend le corps, dont la contre-attaque est repoussée par les chars de la 5e Panzerdivision SS Wiking. Le 13 février, le corps est félicité par la Stavka pour ses actions dans l'offensive. En mars et avril, le corps est placé en réserve de la Stavka. Fin avril, le corps revient au front lors de l'offensive Bratislava-Brno avec le 1er groupe mécanisé de cavalerie de la Garde. Le 26 avril, il contribue à la prise de Brno. Le 28 mai, le corps reçoit l'Ordre de Lénine pour ses actions lors de la prise de Brno.
Entre le 9 et le 23 juillet 1945, le corps est transféré en Mongolie avec la 6e armée de chars de la Garde. Le voyage de 9 000 kilomètres jusqu'à la région de Choybalsan dure 23 jours. Le corps se déploie avec la 6e armée dans la région de Tamsagboulag. A cette époque, le corps dispose de 285 chars. En août, le corps combat lors de l'invasion soviétique de la Mandchourie et de son opération Khingan-Mukden. Le corps doit traverser les montagnes du Grand Khingan et attaquer Changchun. Avec le 9e corps mécanisé de la Garde, le 7e corps mécanisé forme le premier échelon de la 6e armée de chars de la Garde. La 36e division de fusiliers motorisés est rattachée au corps. Après la prise de Tuchuan, le corps connaît une pénurie extrême de carburant en raison de son avance rapide. Le 14 août, le détachement avancé du corps bat une division d'infanterie de l'armée du Mandchoukouo et capture 1 320 soldats japonais, capturant Taonan. Le 23 août, le corps reçoit le titre honorifique de « Khingan » pour ses actions. Le corps devient la 7e division mécanisée à la fin de 1945, au sein de la 39e armée. Ses brigades sont transformées en régiments. Elle est stationnée à Port Arthur jusqu'en 1955, date à laquelle elle se retire à Vorochilov. La division est dissoute le 12 avril 1957.